# Steppe arbustive de la Snake et du Columbia
Localisation
L'écorégion appelée par le WWF steppe arbustive de la Snake et du Columbia est une région désertique qui s’étend aux États-Unis dans les bassins de la rivière Snake et du fleuve Columbia. 

## Description
Cette écorégion est composée essentiellement d'une steppe recouverte d'arbustes, occupe 218 100 km2.
Sa limite orientale se trouve dans l'est de l'Idaho. Elle s'étend ensuite vers l'ouest le long de la vallée de la rivière Snake jusqu'à sa confluence avec le fleuve Columbia. Elle s'étend également dans le sud-est de l'Oregon, dans le nord-est de la Californie et au nord du Nevada. Au nord, elle s'étend même dans l'État de Washington. Une grande partie de la zone est dans l'ombre pluviométrique de la chaîne des Cascades ce qui explique le climat aride.
Plusieurs zones protégées abrite une partie de l'écorégion dont le monument national et réserve nationale Craters of the Moon.
Outre les arbustes, parmi les espèces de plantes de la région se trouve le fétuque Festuca idahoensis. Quelques zones de montagne au sud sont également couvertes de conifères comme le sapin de Douglas et le sapin subalpin.